# Azteekse mythologie

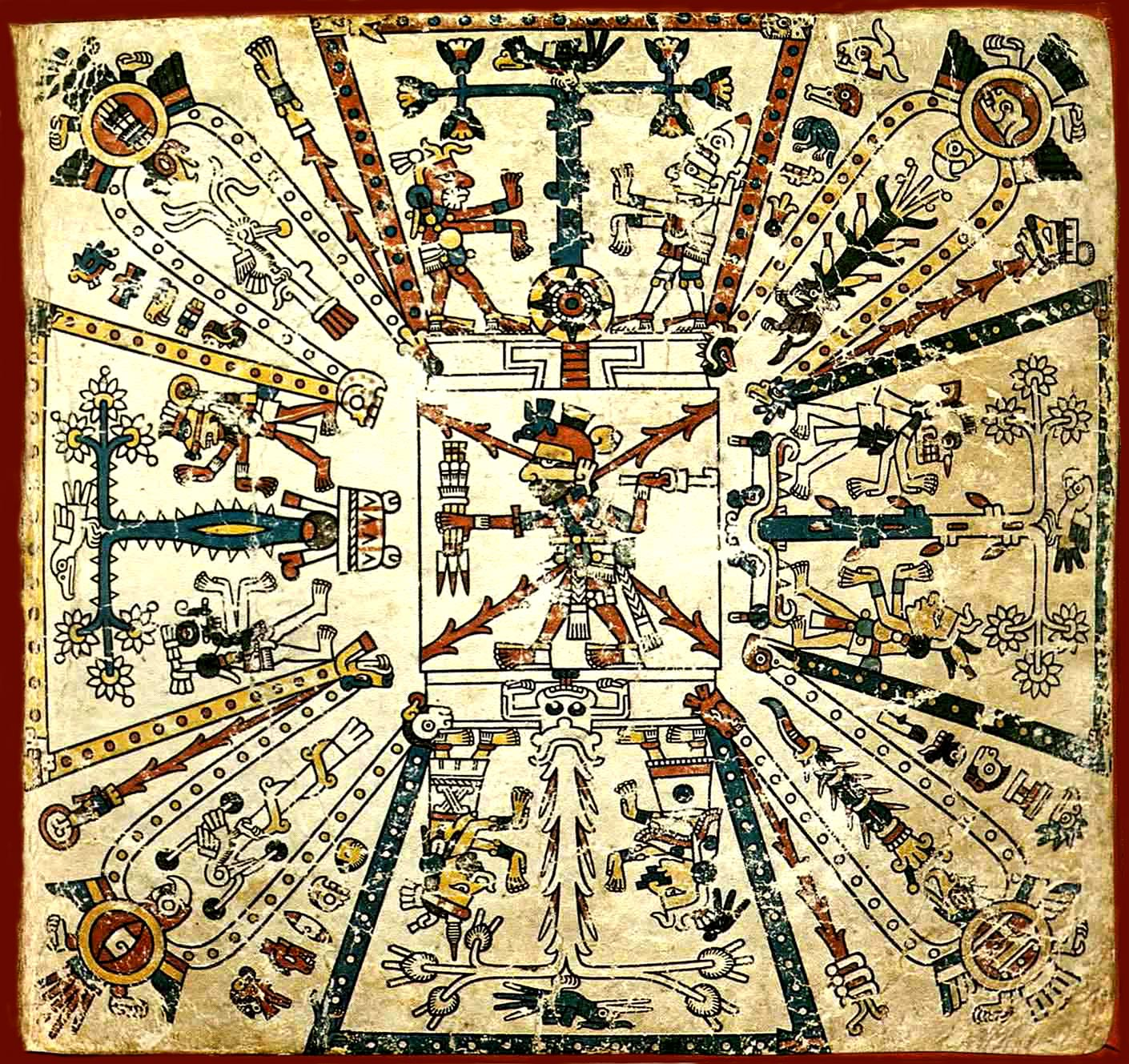
Azteeks beeld van ruimte en tijd, met in het midden Xiuhtecuhtli. Het zuiden staat links, daarom was Huitzilopochtli de 'kolibrie van links of het zuiden'.

De Azteekse mythologie is de mythologie van de Azteken.
De Azteken hadden geen vastomlijnde religie. Er bestonden verschillende stromingen en invalshoeken. Hoewel de Azteekse bevolking hun religie in de praktijk als een polytheïstische godsdienst ervoeren en beleden, hadden priesters pantheïstische opvattingen. Sommige Mexicanisten, waaronder Miguel León-Portilla, menen zelfs dat het niet correct is te spreken van Azteekse 'goden', omdat de verschillende godheden vaak als manifestaties van elkaar werden gezien.
Het feit dat het Nahuatl woord teotl sterk lijkt op het Oudgriekse θεος (theos) heeft er volgens León-Portilla toe geleid dat teotl als god werd vertaald.

## Mythische geschiedenis
De Azteekse cultuur wordt vaak samen gegroepeerd met die van de andere Nahuatlsprekende volken. Volgens een mythe kwamen de verschillende groepen, die uiteindelijk de Azteekse beschaving zouden vormen, vanuit het noorden naar de Anahuacvallei rond het Texcocomeer. De locatie van deze vallei en de eindbestemming, het meer, zijn bekend: het hart van het hedendaagse Mexico-Stad; maar er kan weinig met zekerheid gezegd worden over de oorsprong van de Azteken.

### Quetzalcoatl en Tezcatlipoca
Een andere mythe omschrijft de schepping van de tweelinggoden Tezcatlipoca als god van de nacht en het noorden en Quetzalcoatl als god van de dag en het zuiden. Tezcatlipoca verloor zijn voet tijdens het proces om de wereld te scheppen. Alle afbeeldingen van deze god laten hem dan ook zien zonder linkervoet, maar met een bot daarvoor in de plaats. Het bot zou de poolster zijn. Zijn rechtervoet wordt gevormd door het sterrenbeeld van de Grote Beer. Quetzalcoatl werd ook wel de "Witte Tezcatlipoca" genoemd.

### De Vloed en Cholula
Volgens de Azteken hadden er vroeger reuzen bestaan. Een van hen, Xelhua, zou de Grote Piramide van Cholula hebben opgericht ter herdenking van de Vloed van Tlaloc, de water- en regengod.

### De vijf zonnen
Omdat de Azteken verschillende tradities overnamen en combineerden met hun eigen tradities hadden zij verschillende mythische creaties. Een ervan, de Vijf Zonnen, omschrijft de vier grote tijdperken die voorafgingen aan het huidige tijdperk; elk tijdperk eindigde in een catastrofe. Ons tijdperk Nahui-Ollin, het vijfde tijdperk of vijfde creatie, ontsnapte aan vernietiging dankzij de zelfopoffering van de god Nanauatl (ook wel Nanauatzin wat "vol met pijnlijke plekken" betekent), de kleinste en een van de bescheidener goden. Hij werd hiermee de zonnegod Tonatiuh die getransformeerd werd in de zon. Deze mythe wordt geassocieerd met de oude stad Teotihuacán, die al verlaten en verwoest was voordat de Azteken arriveerden.

### Van Aztlan naar Tenochtitlan
Er zijn verschillende bronnen voor hun oorsprong. Volgens de mythe van de voorouders van de Azteken kwamen zij van een plaats in het noorden genaamd Aztlan, de laatste van de zeven nahuatlacas (Nahuatl-taal stammen, uit tlaca, "man"), maakten zij hun reis zuidwaarts en verbasterden hun naam naar "Azteca". Andere bronnen zeggen dat hun oorsprong ligt in Chicomoztoc, "de plaats van de zeven grotten", of Tamoanchan (de legendarische oorsprong van alle beschavingen).
Volgens de Aubin Codex verliep de tocht als volgt: Aztlan - Quinehuayan/Colhuacan - Cuextecatlichocayan/Coatlicamac - Tula (ze bleven er 20 jaar) - Atlitlalacyan (11) - Tlemaco (5) - Atotonilco (4) - Apazco - Tzampanco (4) - Xaltocan (4) - Acalhuacan (4) - Ehecatepec (4) - Tolpetlac (8) - Cohuatitlan (20) - Huixachtitlan (4) - Tecpayocan (4) - Pantitlan (4) - Amallinalpan in Azcapotzalco (8) - Pantitlan (4) - Acolnahuac (4) - Popotlan (4) - Techcatitlan (4) - Atlacuihuayan (4) Chapultepec (20) - Acocolco - Contitlan in Tizaapan-Colhuacan (4) - Acatzintitlan/Mexicatzinco (1) - Nexticpac (4) - Iztacalco (2) - Zoquipan - ze liepen 196 jaar - Tenochtitlan.
Dan begint de regering van Acampichtli (40 jaar), volgt de tweede heer Huitzilihuitl (22), de derde heer Chimalpopoca (12), de vierde heer Itzcoatzin (13), de vijfde heer Ilhuicaminatzin Huehue Moteuczoma (29), de zesde heer Axayacatzin (14), de zevende heer Tizocicatzin (4), de achtste heer Ahuitzotzin (17), de negende heer Moteuczomatzin (19), de tiende heer Cuitlahuatzin (80 dagen), de elfde heer Cuauhtemoctzin (2 jaar), de twaalfde heer Cihuacohuatzintli Tlacotzin (5), Motelchiuhtzin (5), de dertiende heer Don Diego Teuetzquititzin (18), Don Cristóbal de Guzmán Cecetzin (6), Don Luis de Santa María Cipac (3).

Wapen van Mexico met de adelaar op een cactus

Er wordt verteld dat de Azteken tijdens hun migratie werden geleid door hun god Huitzilopochtli, wat "linkshandige kolibrie" of "kolibrie uit het zuiden" betekent. Toen de Azteken arriveerden op het eiland in het midden van het meer zagen zij eerst een heilige, witte poel, met witte bomen, wit riet, witte biezen, witte kikkers en witte waterslangen, de dag erop was het water in twee gekleurde stromen veranderd, de ene rood en de andere blauw en dik. Daarna werd niet ver daar vandaan een arend gezien, die op een cactus vol met fruit (nochtli) zat. Door een foutieve vertaling van een verslag van Tesozomoc werd algemeen verteld dat de adelaar een slang aan het verorberen was. In de originele Azteekse verslagen wordt de slang echter helemaal niet genoemd. Een verslag zegt dat de adelaar een vogel aan het eten was, een ander geeft aan dat hij alleen op de cactus zat en een derde zegt dat hij gewoon wat aan het eten was. Deze versie vervulde een voorspelling volgens welke ze een nieuw bestaan moesten beginnen op die plek. De Azteken bouwden op die plek hun dubbelpiramide Templo Mayor, ter ere van Tlaloc (water) en Huitzilopochtli (zon), en hun stad Tenochtitlan. Ze maakten een groot kunstmatig eiland, dat heden ten dage in het centrum van Mexico-Stad ligt. Deze legende wordt afgebeeld op het wapen van Mexico. De verdwenen Azteekse schat, die de Spanjaarden niet konden vinden, zou op de plek van de heilige, witte poel zijn begraven.

### Teotihuacan en Tollan
Volgens de mythe arriveerden de Azteken in de Anahuacvallei in de buurt van het Texcocomeer en werden zij door andere aanwezige groepen als het minst beschaafd beschouwd. De Azteken namen alles over wat zij van de anderen konden leren, in het bijzonder van de Tolteken, die zij verwarden met de oudere beschaving van Teotihuacán. Voor de Azteken waren de Tolteken de scheppers van alle culturen (Toltecayotl stond synoniem voor cultuur). Azteekse legendes identificeren de Tolteken en de cultus van Quetzalcoatl met de legendarische stad Tollan, die zij ook identificeerden met het oudere Teotihuacán.

### Goden
- Acolnahuacatl, of Acolmiztli – een god van de onderwereld, Mictlan
- Acuecucyoicihuati (zie Chalchiuhtlicue)
- Amimitl - god van de meren en vissers
- Atlacamani – godin van oceaan stormen zoals orkanen
- Atlacoya – godin van de droogte
- Atlatonan (ook wel Atlatonin) – godin van de kust
- Atlaua - watergod
- Ayauhteotl – godin van nevel, mist, ijdelheid en faam
- Camaxtli - god van de jacht, oorlog, het lot en vuur
- Centeotl (zie Cinteotl)
- Chalchiuhtlatonal - god van water
- Chalchiuhtecolotl – een nachtuilgod

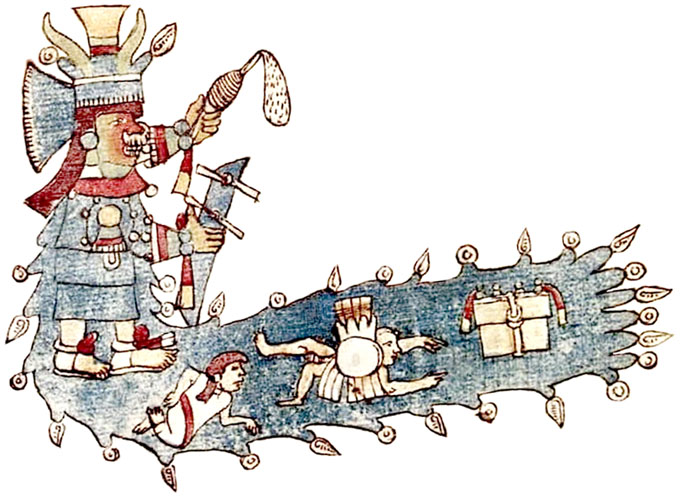
Chalchiutlicue uit de Codex Ríos.

- Chalchiuhtlicue (ook wel Chalciuhtlicue, of Chalchihuitlicue) (Zij van de Jade Jurk). (Soms Acuecucyoticihuati) – de godin van meren, stromen en metgezel van Tlaloc
- Chalchiuhtotoliq (Kostbare nacht kalkoen) - god van (builen)pest en mysterie
- Chalmecatecuchtlz – een god van de onderwereld Mictlan en god van offers
- Chalmecatl de onderwereld, Mictlan en het noorden
- Chantico – de godin van vurige harten, persoonlijke kostbaarheden en vulkanen
- Chicomecoatl (ook wel Chalchiuhcihuatl, Chiccomeccatl, of Xilonen) – godin van nieuw maïs en de productie, vrouw van Cinteotl
- Chicomexochtli – een beschermheilige voor artiesten
- Chiconahui – een vruchtbaarheid godin
- Chiconahuiehecatl – wordt geassocieerd met creëren/ontstaan
- Cihuacoatl (ook wel Chihucoatl of Ciucoatl) (Vrouw Slang) – een aspect van Ilamatecuhtli en gezel van Quetzalcoatl
- Cinteotl (ook wel Centeotl of Centeocihuatl) – de hoofd maïs god, zoon van Tlazolteotl
- Cipactonal - god van de astrologie en de kalender
- Citlalatonac (zie Ometeotl)
- Citlalicue – schepper van sterren
- Coatlicue (Zij van de Slangen Rok) – legendarische moeder van Coyolxauhqui, de Centzon Huitzahua, en Huitzilopochtli
- Cochimetl (ook wel Coccochimetl) – god van de commercie, handelaren en ruilen
- Coyolxauhqui – legendarische zuster van Huitzilopochtli, geassocieerd met de maan en waarschijnlijk beschermheilige van de Melkweg
- Cuaxolotl – godin van de aarde
- Ehecatl (ook wel Ehecatl-Quetzalcoatl) – de god van de wind en schepper van de aarde, hemelen en de huidige mensen rassen. Als god van het westen een van de hemeldragers.

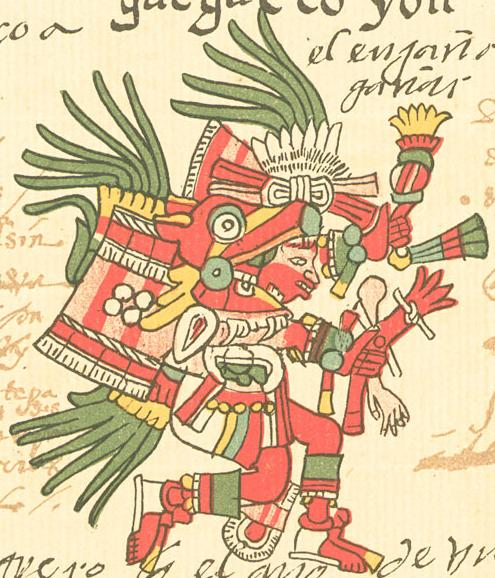
Huehuecoyotl in de Codex Telleriano-Remensis

- Huehuecoyotl (ook wel Ueuecoyotl) – een bedrieger god van grappen en mateloosheid. Een vervormer, geassocieerd met trommels en de coyote
- Huehueteotl (ook wel Ueueteotl, Xiuhtecuhtli, Xiutechuhtli) – een oude god van de aarde, het levens vuur. Geassocieerd met de Poolster en het noorden en is een van de hemeldragers
- Huitzilopochtli (ook wel Mextli, Mexitl, Uitzilopochtli) – de oppergod van Tenochtitlan, beschermheilige van de oorlog, vuur en de zon
- Huixtocihuatl (also Uixtochihuatl) – een godin van zout en zeewater
- Ilamatecuhtli (also Cihuacoatl or Quilaztli) – verouderde godin van de aarde, dood en de Melkweg. Haar brul was een signaal voor oorlog.
- Itztlacoliuhqui-Ixquimilli - god van steen, obsidiaan, kou en hardheid en kastijding. Aspect van Tlahuizcalpantecuhtli
- Itzli – god van offeren en stenen messen.
- Itzpapalotl – Koningin van Tomoanchan en een van de Cihuateteo (nacht demonen) en tzitzimime (ster demonen)
- Ixtlilton – de god van genezing, dansen, festivals en spelen. Broer van Xochipilli.
- Macuilcozcacuauhtli (vijf gier) – een van de Ahuiateteo (goden van overmaat)
- Macuilcuetzpalin (vijf hagedis) – een van de Ahuiateteo (goden van overmaat)
- Macuilmalinalli (vijf gras) – een van de Ahuiateteo (goden van overmaat)
- Macuiltochtli (vijf konijn) – een van de Ahuiateteo (goden van overmaat)
- Macuilxochitl (vijf bloem) – de god van spelletjes en gokken, en opperhoofd van de Ahuiateteo (goden van overmaat)
- Malinalxochitl – tovenares en godin van slangen, schorpioenen en insecten uit de woestijn
- Matlalceuitl (ook wel Matlalcueje) – godin van de regenval en zingen. Geïdentificeerd met Chalchiuhtlicue
- Mayahuel (ook wel Mayahual, or Mayouel) – de godin van Honderdjarige aloë en alcohol
- Metztli (ook wel Tecuciztecatl, Tecciztecatl)- lage god van de wormen die faalde om zichzelf op te offeren
- Mextli – een god van oorlog en stormen
- Mictecacihuatl (ook wel Mictlancihuatl) – godin van de dood en dame van Mictlan
- Mictlantecuhtli (ook wel Mictlantecuhtzi, of Tzontemoc) – de god van de dood en heer van Mictlan, ook wel god van het zuiden en een van de hemeldragers
- Mixcoatl (wolk slang) – god van de jacht, oorlog en de Melkweg. Een aspect van Tezcatlpoca en vader van Quetzalcoatl
- Nanahuatzin (ook wel Nana, Nanautzin, of Nanauatzin) – lage god die zichzelf op offerde om de zonnegod Tonatiuh te worden
- Omacatl (zie Tezcatlipoca)
- Omecihuatl (zie Ometeotl)
- Ometecuhtli (zie Ometeotl)
- Ometeotl (ook wel Citlatonac of Ometecuhtli (man) en Omecihuatl (vrouw)) – de god(en) van dualiteit en heer/dame van de hemel
- Ometotchtli (twee konijn) – dronken konijn god, leider van de Centzon Totochtin
- Opochtli – links handige god van de jacht, vallen en vissen
- Oxomoco – godin van de astrologie en de kalender
- Patecatl – de god van medicijnen, en man van Mayahuel
- Paynal – de boodschapper van Huitzilopochtli

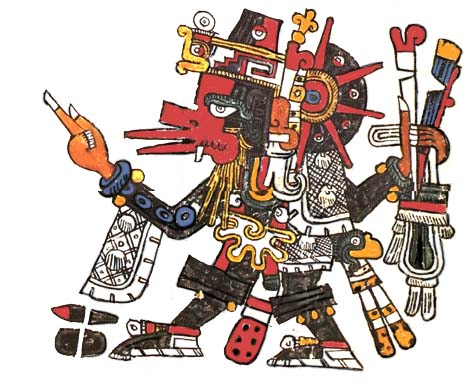
Quetzalcoatl in menselijke vorm, die de symbolen van Ehecatl gebruikt, uit de Codex Borgia.

- Quetzalcoatl (ook wel Tlahuizcalpantecuhtli) (quetzal-geveerde slang) – schepper god van het zuiden en beschermheilige van heerser, priesters en handelaren. Wordt geassocieerd met Ehecatl als de goddelijke wind
- Quilaztli (zie Ilamatecuhtli)
- Tecciztecatl (zie Mextli)
- Temazcalteci (ook wel Temaxcaltechi) – godin van de zwembaden en baden
- Teoyaomicqui (ook wel Teoyaomiqui)- de god van dode strijders
- Tepeyollotl - (De jaguar vorm van Tezcatlipoca) god van het hart van de berg, geassocieerd met jaguars, echo’s en aardbevingen
- Tepoztecatl (ook wel Tezcatzontecatl) – god van de pulque en konijnen
- Teteoinnan – moeder van de goden
- Tezcatlipoca (ook wel Omacatl, Titlacauan) – almachtige god van de heersers, tovenaars en strijders; nacht, dood, noorden, onenigheid, conflict, verleiding en verandering. Een sinistere rivaal van Quetzalcoatl. Kan verschijnen als een jaguar
- Tlahuizcalpantecuhtli - destructieve god van de ochtend ster (Venus), dauw en het oosten, een van de hemeldragers
- Tlaloc (ook wel Nuhualpilli) – de grote en oude leverancier van regen, vruchtbaarheid en bliksem
- Tlaltecuhtli – godin van de aarde, geassocieerd met moeilijke geboortes
- Tlazolteotl (ook wel Tlaelquani, Tlazolteotli)- de godin van purificatie van viezigheid, ziektes en excessen
- Tloque Nahuaque – creatie god of heerser
- Toci (ook wel Temazcalteci) – grootmoedergodin, hart van de aarde en moeder van alle goden. Geassocieerd met oorlog en vroedvrouwen

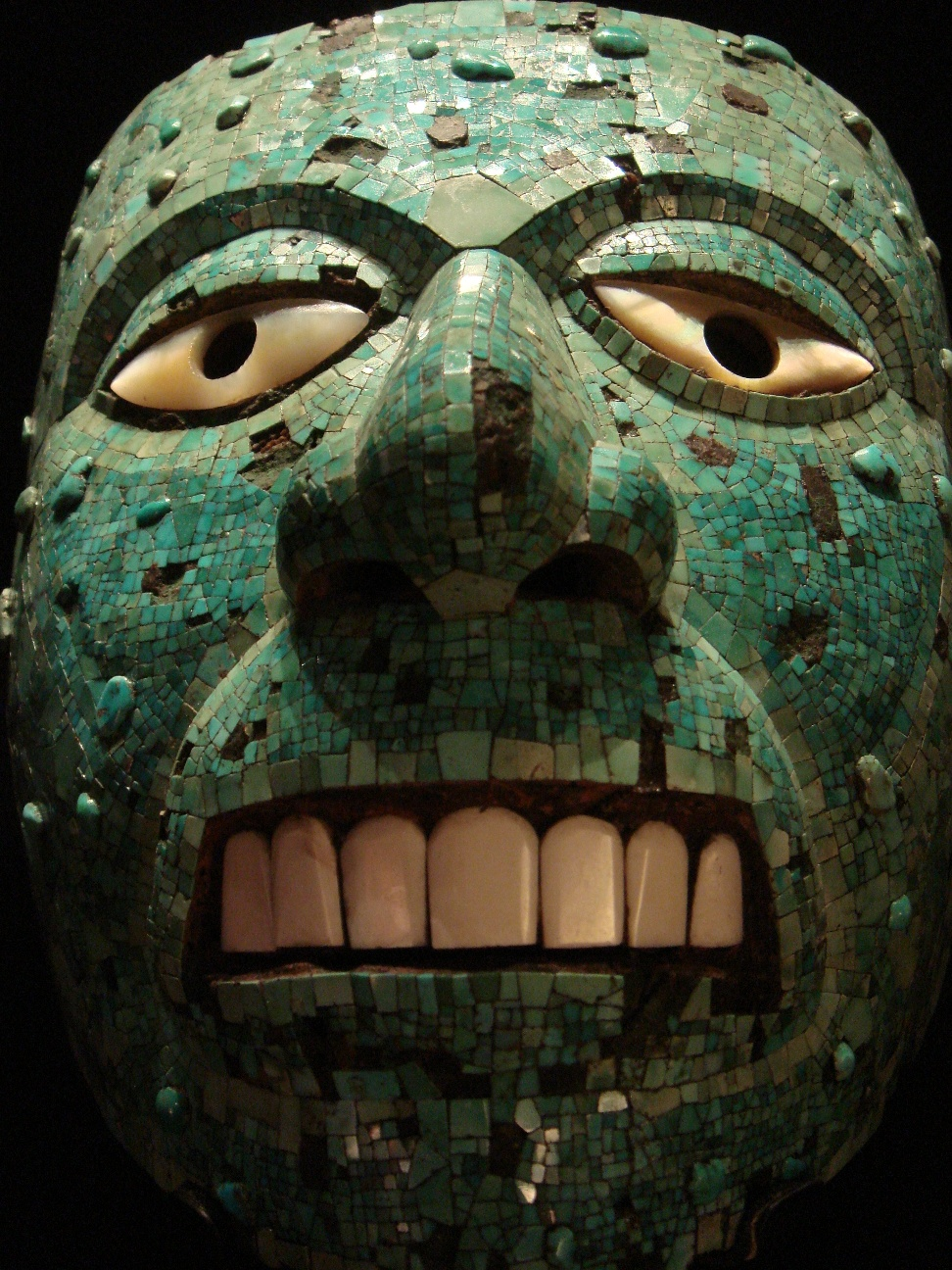
Masker van Xiuhtecuhtli

- Tonacatecuhtli – de verouderde schepper en gever van voedsel en beschermheilige van conceptie
- Tonacacihuatl – partner van Tonacatecuhtli
- Tonantzin – een moedergodin
- Tonatiuh – enkele zonnen god en hemelse strijder, geassocieerd met adelaars en met de Maya
- Tzitzmitl – verouderde grootmoedergodin
- Xilonen – de godin van het jonge maïs
- Xipe Totec – de god van de seizoenen, zaden en beschermheilige van de goudbewerkers
- Xiuhcoatl (vuur slang of turkoois slang) – belichaming van de zonnen stralen en embleem van Xiuhtecuhtli
- Xiuhtecuhtli -(wordt ook wel Huehueteotl genoemd)
- Xochipilli – de jonge god van feesten, dansen, spelen en schrijven. Wordt geassocieerd met Macuilxochitl en Cinteotl
- Xochiquetzal – godin van de liefde, schoonheid, vrouwelijke seksualiteit, prostitutie, bloemen, plezier, handarbeid, weven en jonge moeders
- Xocotl – sterren god die wordt geassocieerd met vuur
- Xolotl – Op een hond lijkende compagnon van Quetzalcoatl en god van tweelingen, ziekte en misvormingen. Begeleid de doden naar Mictlan
- Yacatecuhtli (ook wel Yactecuhtli) – de god van de handel en reizigers

### Slangengoden
- Chicomecoatl
- Cihuacoatl
- Coatlicue
- Mixcoatl
- Quetzalcoatl
- Xiuhcoatl

### Groepen van goden

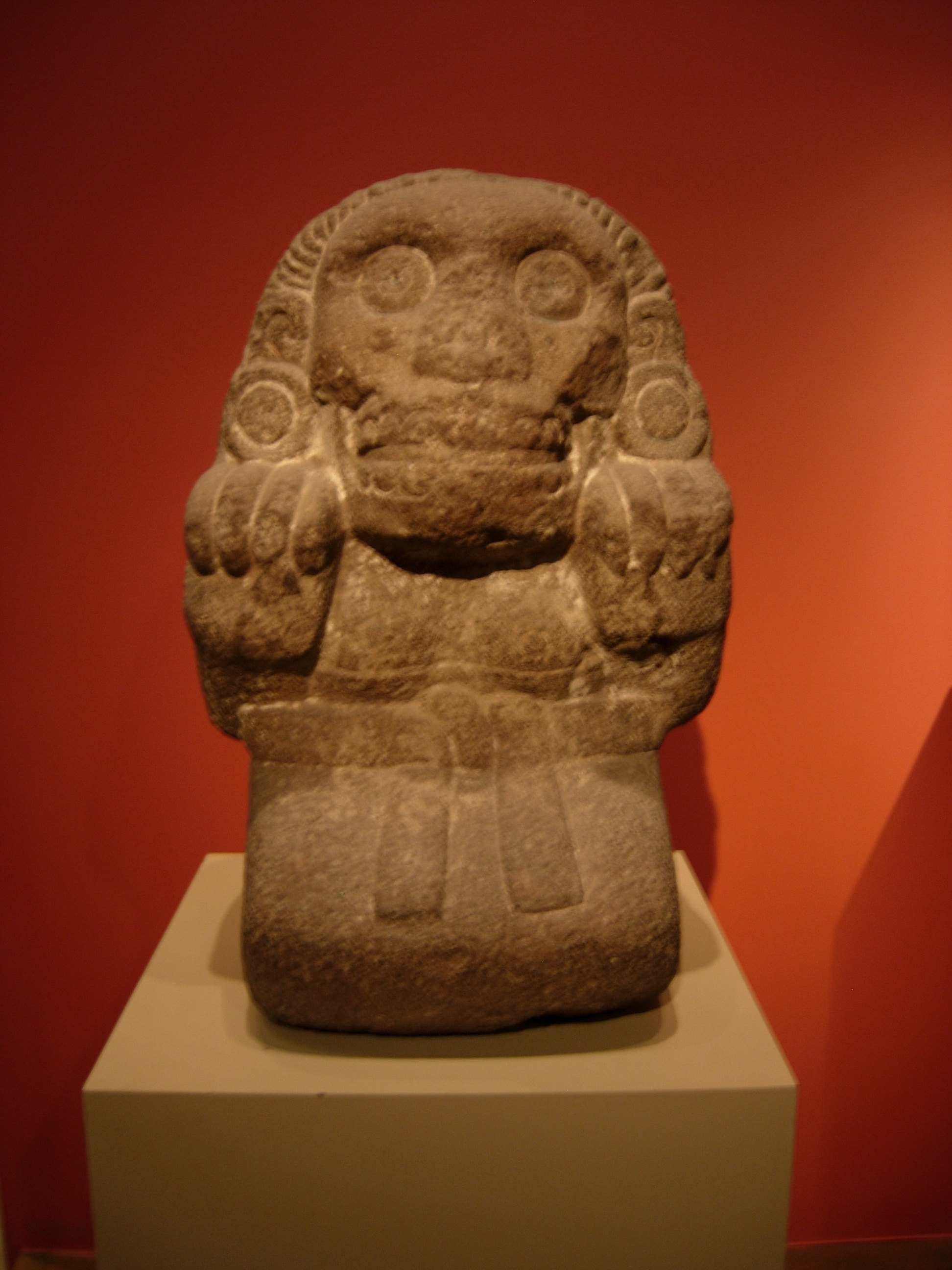
Een beeld van Cihuateotl

- Ahuiateteo (ook wel Macuiltonaleque) - vijf goden die overmaat verpersoonlijken
- Cihuateteo (ook wel Civatateo) – zielen van vrouwen die waren gestorven tijdens de bevalling en die de zon opkomst in het westen begeleidde. Ook wel nachtdemonen die kinderen stalen en verwondingen, gekheid en seksuele misstappen veroorzaakten. Ze begeleidden ook strijders naar de hemel
- Centzon Huitznahua – zuidelijke sterren , kinderen van Coatlicue
- Centzon Totochtin (400 konijnen) – god van pulque
- Skybearers – geassocieerd met de vier richtingen, ondersteunde de kluis van de hemel
- Tzitzimime – ster demonen van de duisternis die de zon aanvallen tijdens eclipsen en de aarde bedreigen.

### Bovennatuurlijke wezens
- Ahuitzotl – een mensenetende in het water levende hond-aap met een hand aan zijn staart. Ook bekend en vandaag nog gebruikt als kinderschrik.
- Cipactli – de kaaiman bij de fundamenten van de aarde
- Cihuateteo – de geesten van vrouwen die waren gestorven bij de bevalling (mociuaquetzque)
- Nagual – een beschermdier of vegetarische geest
- Nahual – een vervormer tovenaar of heks
- Tlaltecuhtli – een padgodin.

### Legendarische helden
- Popocatépetl – legendarische strijder

### Legendarische plaatsen

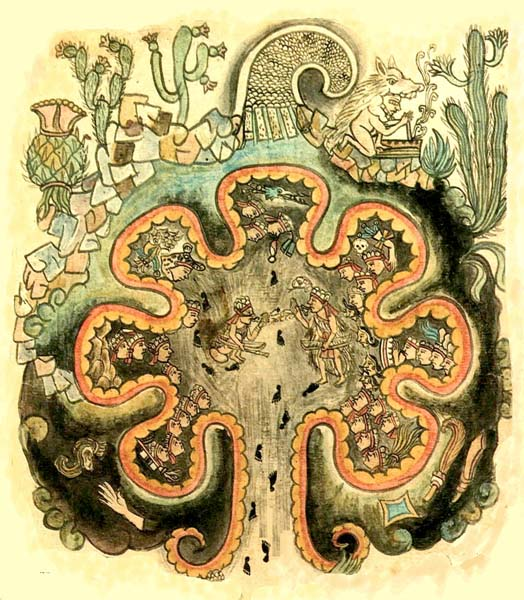
zeven grotten van Chicomoztoc

- Apanoayan (daar waar men de rivier oversteek) – het eerste van negen niveaus van Mictlan, ook wel bekend als Itzcuintlan
- Aztlan (land van de reigers) – het oorspronkelijke thuisland van de Azteken voordat ze vertrokken en zich vestigde in Tenochtitlan
- Chicomoztoc - mythische geboorteplaats van de Azteken en andere Nahuatlsprekende mensen
- Iztaccíhuatl
- Mictlan – de onderwereld
- Popocatépetl
- Tlalocan eerste paradijs
- Tehuantepec plaats van de heuvel en de heilige jaguar
- Teotlalpan, het noorden
- Tlillan-Tlapallan middels rijk van de hemel (midden paradijs)
- Tonatiuhichan hoogste paradijs
- Tamoanchan